# Esmorís
Esmorís (en gallego y oficialmente, O Esmorís) es una aldea española situada en la parroquia de Berdillo, del municipio de Carballo, en la provincia de La Coruña, Galicia.

## Historia
La aldea es mencionada en el Diccionario geográfico-estadístico-histórico de España y sus posesiones de ultramar de Pascual Madoz como Esmoris.

## Demografía
| Gráfica de evolución demográfica de Esmorís entre 2000 y 2022 |
|                                                               |
| Datos según el nomenclátor publicado por el INE.              |